# 諜報

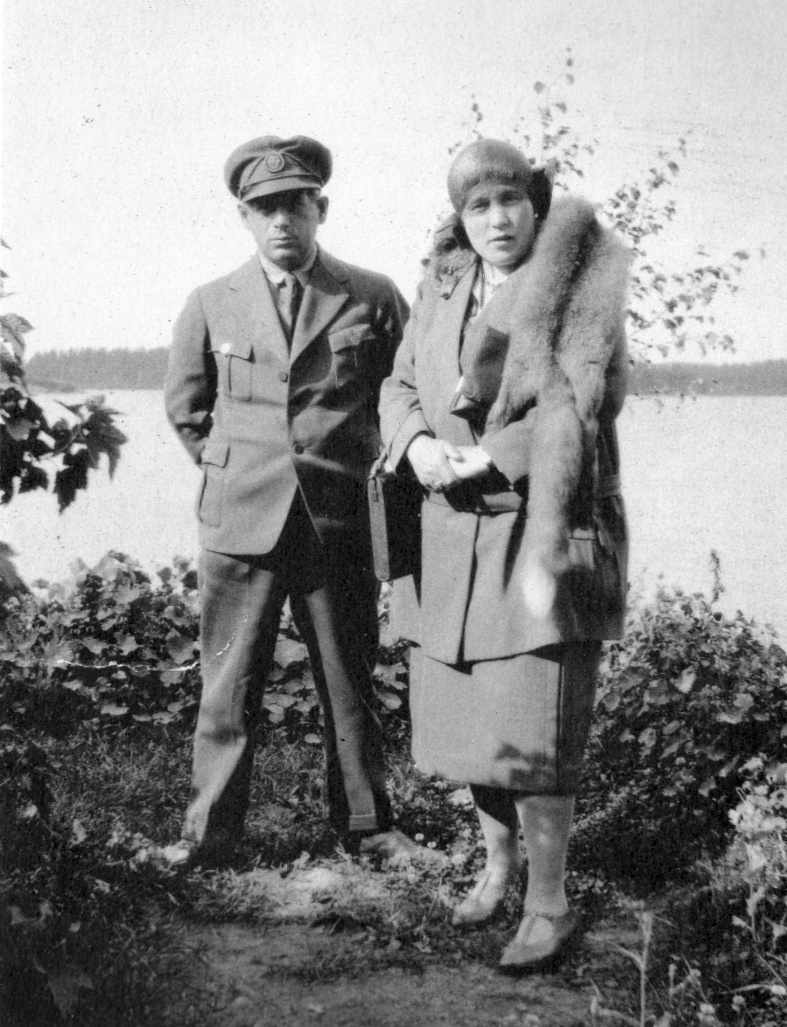
フィンランドの社交界の名士でスパイのマダム・ミンナ・クラウチャー（右）と運転手のボリス・ウォルコウスキー（左）、1930年代

諜報（ちょうほう、英: Espionage、エスピオナージ、英: Spying、スパイ行為・スパイ活動）とは、秘密や機密情報を正当な所有者の許可を得る事なく、取得する行為である。スパイ（英: Spy）とは、秘密情報を入手（つまり諜報）する者を指す。

## 概要
諜報は、政府や企業または独立した組織に属する個人またはスパイグループによって行われる。諜報はその定義上、歓迎され得るものではなく、秘密工作の一環である。ある状況ではそれは法執行機関による法的手段の一つの場合もあれば、ある状況ではそれは違法な、法律により処罰される行為であることもある。諜報はインテリジェンスにおける情報収集の手段であり、非開示の情報源からの情報収集を含む。諜報活動も参照。 
ターゲットの情報を収集するための最も効果的な方法の1つは、その組織に侵入することである。これはスパイ（諜報エージェント）の仕事となる。スパイはまた、組織内で誤情報を流したり、逆に握りつぶしたり、混乱を生じさせ影響を及ぼすことも可能である。危機の時代には、スパイが技術を盗み、さまざまな方法で敵を破壊することもある。 
諜報は、政府や商業に関連するものでもあるが、この用語はしばしば国家による軍事目的で潜在的の敵または敵を対象とした軍事諜報とする傾向がある。防諜（カウンター・インテリジェンス）とは、敵スパイ（諜報エージェント）やその情報収集を妨害することである。ほとんどすべての国が諜報に関して厳格な法律を設けており、発覚した場合の罰則は厳しいものとなる。企業を巻き込んだスパイは、産業スパイと呼ばれている。

## 用語
米国は、自国に対する諜報を、「米国を害するため、または他国に利するために利用される可能性のある、意図または信念をもって、国防に関する情報を取得、配信、送信、伝達、または受信する行為」、と定義している。米国でもっとも広く利用されている法律辞書「Black's Law Dictionary（1990）」では次のように定義している。「国防に関する情報の収集、送信、または紛失  ... 」。なお、諜報はアメリカ合衆国法、合衆国法典第18編第792– 798条 18 U.S.C. §§ 792–798  及び、統一軍事法典の第106a条違反である。
なお、米国法においては、反逆罪、諜報、スパイ行為は、それぞれ別の犯罪である。 米国は、他の国々と同様に、国家秘密工作の下で、他の国々に対するスパイ活動を行っている。
インテリジェンスとは、この文脈では「（安全保障などの観点での）収集（つまり諜報）、及び分析などを行うこと」を指す。

## 諜報におけるエージェント
諜報の専門用語の文脈においては「エージェント（代理人・委任を受けた人）」は「シークレット・エージェント（英: secret agent）」とも呼ばれ、スパイ行為つまり諜報をする人を指す。スパイとは、情報源から極秘情報を探し出す（つまり諜報）のために雇われた人物である。米国のインテリジェンス・コミュニティでは、「アセット（Asset「資産」）」がより一般的な用法である。この場合、ケース・オフィサーと呼ばれる担当官、または特別捜査官、外交官（公式のカバー）がアセットをサポートし、指示を行う。 
エージェントつまりスパイ（またはアセット）とは、本来ある国の市民で、自国または第三国を偵察したり、対抗したりするために別の国に採用されている人であり、一般的な用法では、この用語はしばしばエージェントを採用し、サポート及び指示をする諜報機関の職員に対し誤って適用される。そのような職員は本来、インテリジェンス・オフィサー（intelligence officer）、インテリジェンス・オペラティヴ（intelligence operative）、ケース・オフィサー（case officer）などと称される。 
ダブル・エージェント（二重スパイ） は、2つの諜報機関または治安機関のための秘密の活動（つまり諜報）に従事し、一方または他方について互いの情報を提供し、他方の指示に基づいて一方からの重要な情報を慎重に差し控えることもある。

## 産業諜報
報道によると、産業スパイ活動（諜報）によって、カナダは120億ドルを失い、ドイツ企業は毎年約500億ユーロ（870億ドル）と3万人の雇用を失っていると推定されている 。 

## 歴史
紀元前1世紀の兵法書『孫子』に「彼を知り己を知れば百戦殆からず」とあるように、古来から敵の情報を得ようとする試みが行われてきた。旧約聖書の民数記13章には、12人の斥候をカナンの地に送り情報を得ていたことが描かれている。古代インドの帝王学の教科書『実利論(アルタシャーストラ)』には身分を偽装するなどで諜報ネットワークを構築して情報を得て、暗号化して送る仕組み等についての教えが掲載されている。
世界最古の諜報報告書は西アフリカのマリ王国へ送られたもので、外交使節を装ったスパイによって作成された紀元前1750年頃の都市国家バビロン第6代王ハンムラビの死を伝える情報に機密のマークが押された粘土板である。
イギリスでは、18世紀にイングランド王国とスコットランド王国が合併しグレートブリテン王国が設立される際に、アン女王の諜報の幹部としてダニエル・デフォーが活動している。
アメリカでは第一次世界大戦中、ウッドロウ・ウィルソン大統領顧問の情報将校ウォルター・リップマンが、ハプスブルク帝国の存続を大統領に進言したが帝国は崩壊した。
日本では、江戸時代にオランダ商館にいた神聖ローマ帝国のドイツ人医師が日本地図を不法に持ちだそうとして露見したシーボルト事件があり、また、満州事変後から第二次世界大戦にかけてのソビエト連邦ゾルゲ諜報団の活動が露見したゾルゲ事件があった。

### 近代以降
近代以降、諜報機関（espionage agencies）は国家を対象とするだけでなく、違法な麻薬取引やテロリストをもターゲットにしている。2008年以来、米国は中国からのスパイ少なくとも57人を起訴している（中国の対外諜報活動） 。 
情報機関（intelligence services）は、特定のインテリジェンス（情報収集）手法をより重視する傾向がある。 例えば、旧ソビエト連邦は、公開情報収集分析（オープン・ソース・インテリジェンス）よりも人的情報収集（ヒューミント）を好む一方、米国は電波情報分析（シギント）や衛星画像収集分析（IMINT）のような技術的方法を重視する傾向がある。 ソビエト連邦では、軍事諜報機関（GRU）の将校は、彼らがリクルートしたスパイ（諜報エージェント）の数によって判断された 。

## 各国の法律
諜報・スパイ行為は、多くの国の法令に基づく犯罪である。 

### 米国
米国では「1917年スパイ活動法」の取り締まり対象である。

### 中国
中華人民共和国は、反スパイ法で自国に対する諜報活動を取り締まる一方、自国の諜報活動への協力を国家情報法で義務付けている。

### 日本
日本では、軍事転用可能な技術や機密情報の海外流出防止と産業スパイの取り締まりには外国為替及び外国貿易法や不正競争防止法を適用するほか、特定秘密の保護に関する法律（特定機密保護法）、日米相互防衛援助協定等に伴う秘密保護法（秘密保護法）や自衛隊法、国家公務員法、核原料物質、核燃料物質及び原子炉の規制に関する法律（原子炉等規制法）などに部分的な取り締まり規定はあるものの、スパイ行為を包括的に取り締まる法律が存在しないため、例えば、情報の不正持ち出しが行われたとしても、スパイ行為はおろか、窃盗罪に問うことさえできず、出入国管理及び難民認定法違反などの微罪でしか取り締まれないのが現状である。

### 引用されている文献
- Johnson, John (1997). The Evolution of British Sigint, 1653–1939. London: HMSO. OCLC 52130886
- Winkler, Jonathan Reed (July 2009). “Information Warfare in World War I”. The Journal of Military History 73 (3):  845–867. doi:10.1353/jmh.0.0324. ISSN 1543-7795.